# Byk (rivière)
La rivière Byk (en ukrainien : Бик) est un cours d'eau d'Ukraine prenant sa source dans l'Oblast de Donetsk et confluant avec la rivière Samara dans l'oblast voisin de Dnipropetrovsk, dans le bassin hydrographique du fleuve Dniepr.

## Géographie
La rivière Byk prend sa source près de la localité d'Ivanivka, dans l'oblast de Donetsk. Elle s'écoule vers l'ouest en passant au nord de la ville minière de Dobropillia, et rejoint la rivière Samara près de la ville de Petropavlivka, dans l'oblast de Dnipropetrovsk. Elle fait partie système hydrographique de la rive gauche du Dniepr.